# Aplonis
Aplonis – rodzaj ptaków z podrodziny gwarków (Mainatinae) w rodzinie szpakowatych (Sturnidae).

## Zasięg występowania
Rodzaj obejmuje gatunki występujące w południowo-wschodniej Azji, północno-wschodniej Australii i Oceanii.

## Morfologia
Długość ciała 16–41 cm (włącznie z ogonem); masa ciała 39–158 g.

## Systematyka

### Etymologia
Aplonis: gr. ἁπλοος haploos – „prosty, zwykły”; ορνις ornis, ορνιθος ornithos – „ptak”.

### Podział systematyczny
Do rodzaju należą następujące gatunki:

- Aplonis metallica (Temminck, 1824) – skworczyk towarzyski
- Aplonis mystacea (Ogilvie-Grant, 1911) – skworczyk żółtooki
- Aplonis cantoroides (G.R. Gray, 1862) – skworczyk śpiewny
- Aplonis crassa (P.L. Sclater, 1883) – skworczyk stalowy
- Aplonis feadensis (E.P. Ramsay, 1882) – skworczyk atolowy
- Aplonis insularis Mayr, 1931 – skworczyk wyspowy
- Aplonis magna (Schlegel, 1871) – skworczyk długosterny
- Aplonis brunneicapillus (Danis, 1938) – skworczyk białooki
- Aplonis grandis (Salvadori, 1881) – skworczyk duży
- Aplonis dichroa (Tristram, 1895) – skworczyk brązowoskrzydły
- Aplonis zelandica (Quoy & Gaimard, 1830) – skworczyk rdzawoskrzydły
- Aplonis striata (J.F. Gmelin, 1788) – skworczyk marmurkowy
- Aplonis santovestris Harrisson & A.J. Marshall, 1937 – skworczyk górski
- Aplonis panayensis (Scopoli, 1786) – skworczyk zielony
- Aplonis mysolensis (G.R. Gray, 1862) – skworczyk molucki
- Aplonis minor (Bonaparte, 1850) – skworczyk krótkosterny
- Aplonis opaca (von Kittlitz, 1833) – skworczyk mikronezyjski
- Aplonis pelzelni Finsch, 1876 – skworczyk karoliński
- Aplonis tabuensis (J.F. Gmelin, 1788) – skworczyk polinezyjski
- Aplonis atrifusca (Peale, 1848) – skworczyk samoański
- Aplonis corvina (von Kittlitz, 1833) – skworczyk kruczy – takson znany tylko z dwóch okazów, najprawdopodobniej wymarły w XIX wieku[7]
- Aplonis cinerascens Hartlaub & Finsch, 1871 – skworczyk szarawy
- Aplonis ulietensis (J.F. Gmelin, 1789) – skworczyk wulkaniczny – takson wymarły najprawdopodobniej w latach 1774–1850 po przybyciu szczurów na wyspę[8]
- Aplonis mavornata Buller, 1887 – skworczyk skromny – takson wymarły, znany tylko z jednego okazu[9]
- Aplonis fusca Gould, 1836 – skworczyk ogorzały – takson wymarły w latach dwudziestych XX wieku[10]